# Domingo Ripoll
Domingo Ripoll y Gimeno (Villalonga (provincia de Valencia), 1810 - 1887) fue un militar y político liberal y republicano español, diputado a Cortes durante el Sexenio Democrático (1868-1874).

## Biografía
Miembro desde muy joven del liberal Partido Progresista y seguidor del general Espartero, luchó en la primera guerra carlista como ayudante de campo del general Martín Zurbano, más tarde cuñado suyo, y destacando en el frente de la Rioja Alavesa. En 1840 fue ascendido a capitán y nombrado gobernador militar de Reus, Vic y Solsona, y en 1841 de Játiva. La caída de Espartero en 1843 comportó su ostracismo y fue procesado hasta tres veces, por lo que apostó por la vía conspirativa contra todos los gobiernos del Partido Moderado hasta la revolución de 1868.
Durante el Sexenio Democrático se vinculó a los círculos republicanos, aunque fue elegido diputado del Partido Radical por el distrito de Gandía en las elecciones generales españolas de abril de 1872 y agosto de 1872, pero en noviembre de 1872 renunció al escaño al ser nombrado capitán general de Valladolid. 
Durante la Primera República Española fue segundo capitán general de Valencia, promoviendo el puerto de Gandía y el ferrocarril hacia Alcoy. A principios de julio de 1873 el presidente del Poder Ejecutivo Francisco Pi y Margall lo nombró jefe de las fuerzas militares con base en Córdoba que debían acabar con la rebelión cantonal en Andalucía. Le ordenó combinar la persuasión y la represión: «No entre en Andalucía en son de guerra... Apele, ante todo, a la persuasión y al consejo. Cuando no basten no vacile en caer con energía sobre los rebeldes». Pocos días después sería sustituido por el general Manuel Pavía por orden del nuevo presidente del Poder Ejecutivo Nicolás Salmerón, que había sustituido a Pi y Margall.
Cuando se produjo la Restauración borbónica volvió a caer en desgracia y se retiró de la política.